# اليونانية الأخينية الدورية
اليونانية الأخينية الدورية ربما تشير إلى:

## الدورية الآخينية
- اللهجة اليونانية الدورية المتحدث بها في أخايا في شمال غرب البيلوبونيز، على جزر كيفالونيا وزاكينثوس في البحر الأيوني وفي مستعمرات الآخينين في ماجنا غراسيا في جنوب إيطاليا (بما في ذلك سيباريس (Sybaris) وكروتوني). هذه اللهجة الدوركيّة الصارمة خضعت لاحقًا لتأثير الدورية المعتدلة في كورينثيا. وقد نجت إلي 350 ق.م.[1] وفقا لـ هاسيكيايس، الآخينين تعني «الإغريق ولكن قبل كل شيء أولئك الذين يسكنون في ذلك الجزء من البيلوبونيز، والذي يدعي آخايا»،[2] ويعطي هذه الكلمات تحت العرق الآخيني:
  - καιρότερον kairoteron (الأتيكية: ἐνωρότερον enôroteron) «سابقاً» (kairos time, enôros early cf. ربات الفصول)
  - κεφαλίδας kephalidas (الأتيكية: κόρσαι korsai) «سالف الشعر» (kephalides was also an alternative for epalxeis 'bastions' في الإغريقية)
  - σιαλίς sialis (Attic: βλέννος blennos) (cf. blennorrhea) slime، طين (Greek sialon or sielon لعاب، اليونانية الحديثة σάλιο salio)

## لمزيد من الإطلاع
- Bakker, Egbert J., ed. 2010. A companion to the Ancient Greek language. Oxford: Wiley-Blackwell.
- Cassio, Albio Cesare. 2002. "The language of Doric comedy." In The language of Greek comedy. Edited by Anton Willi, 51–83. Oxford: Oxford University Press.
- Christidis, Anastasios-Phoivos, ed. 2007. A history of Ancient Greek: From the beginnings to Late Antiquity. Cambridge, UK: Cambridge University Press.
- Colvin, Stephen C. 2007. A historical Greek reader: Mycenaean to the koiné. Oxford: Oxford University Press.
- Horrocks, Geoffrey. 2010. Greek: A history of the language and its speakers. 2nd ed. Oxford: Wiley-Blackwell.
- Palmer, Leonard R. 1980. The Greek language. London: Faber & Faber.